# Pieces of Me
Pieces of Me è un brano musicale pop/rock della cantante statunitense Ashlee Simpson, pubblicato come primo singolo estratto dal suo album di debutto, Autobiography. La canzone, che è stato co-scritto dalla Simpson, Kara DioGuardi e John Shanks (e prodotto da Shanks), è una miscela di pop e rock con testi di trovare conforto e felicità in un rapporto con un nuovo fidanzato. Pieces of Me ha raggiunto la posizione numero 5 nella Billboard Hot 100, e ha contribuito al notevole successo di Autobiography, che è stato classificato triplo disco di platino negli USA. Al di fuori degli Stati Uniti, la canzone ha avuto un certo successo nelle classifiche, raggiungendo la top ten in un certo numero di paesi. A partire dal 2009, esso rimane la canzone di maggior successo della Simpson, solo per aver raggiunto la top ten della Billboard Hot 100 e nella UK Singles Chart.
La canzone appare nel gioco Karaoke Revolution Party.

## Composizione
La registrazione di Pieces of Me caratteristica nel quarto episodio della prima stagione del reality show di Ashlee Simpson, The Ashlee Simpson Show, è stata ispirata dal rapporto di Simpson con il musicista Ryan Cabrera, un amico con il quale si legò sentimentalmente. Come ha detto, "È stato davvero bello stare con qualcuno che mi piacesse veramente e che è bello, è una brava persona. Così ho scritto qualcosa di lui, e quando ho finito, ero così eccitata e anche lui." In un'altra intervista, ha detto "È una buona canzone, è facile da ascoltare e ogni volta che l'ascolto penso a lui".
Jeff Rothschild ha suonato la batteria in pista, Shanks suonato chitarra e basso, e la Simpson e DioGuardi i cori.

## Successo commerciale
Pieces of Me ha iniziato a ricevere richieste per le radio come la radio Play Radio che è stata diffusa negli Stati Uniti nel maggio 2004, ben prima della pubblicazione dell'album il 20 luglio. Secondo un articolo del Los Angeles Times 97 stazioni radio aggiunsero il brano alla loro playlist nella settimana del 17 maggio, affermando che quella è stata la settimana più forte di un singolo in radio di tutto l'anno. La canzone ha debuttato nella Billboard Hot 100 al numero 61 nel giugno 2004 ed ha raggiunto la top ten in agosto, con un aumento dal numero 13 al numero nove. E poi è salito al numero poi per due settimane si piazza al quinto posto della Hot 100 nel settembre 2004. Dopo aver trascorso una settimana alla numero cinque, è sceso al numero sei e poi al numero sette. Pieces of Me è rimasto nella top 50 della Hot 100 Chart fino al novembre 2004. Ha inoltre raggiunto il numero uno della Billboard Top 40 Tracks. È stato certificato oro nel mese di ottobre 2004 e platino nel gennaio 2005. Pieces of Me è stato al numero 39 di Billboard nel 2004 alla fine dell'anno alla Hot 100 Singles & Tracks chart e al numero 36 alla fine dell'anno alla Hot 100 Singles Sales.
Negli Stati Uniti il CD singolo è stato pubblicato dalla Geffen Records il 29 giugno 2004, e ha debuttato al numero tre con quasi 8 000 copie vendute. L'album del singolo include la canzone in versione strumentale.
Il singolo è stato pubblicato nel Regno Unito il 27 settembre 2004, su due CD: il primo comprende un David Garcia & High Spies Remix, e il secondo include un altro remix, un medley di frammenti di canzoni da Autobiography ( Shadow, Autobiograpghy, La La e Better Off), e il video musicale di Pieces Of Me. Pieces of Me ha debuttato al numero quattro nella UK Singles Chart. La Simpson ha descritto la sua emozione quando ha sentito la canzone alla radio:
"Ero a Los Angeles e mia sorella mi ha sentito alla radio ed è stato bellissimo, mi ha chiamato così ho acceso la radio in casa mia con i miei due migliori amici e cominciava a saltare intorno felicissima."
In Australia, Pieces of Me ha fatto il suo debutto sul ARIA Singles Chart al numero 14, e ha raggiunto per due settimane il numero 7 nel mese di settembre.